# 19 Dywizjon Artylerii Przeciwpancernej

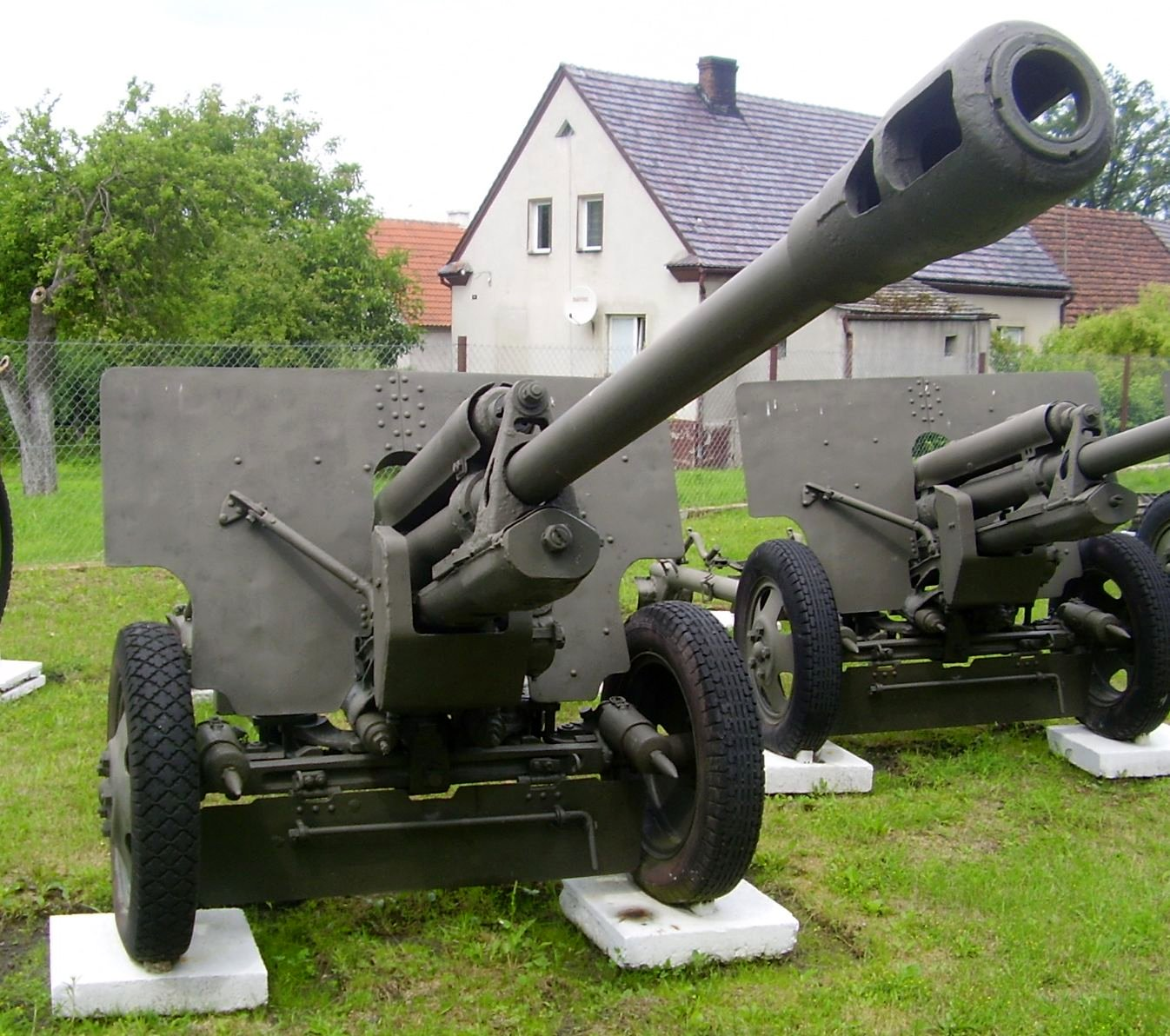
76 mm armata wz. 1942 (ZiS-3)

19 Dywizjon Artylerii Przeciwpancernej – samodzielny pododdział artylerii ludowego Wojska Polskiego.
Wchodził w skład 15 Dywizji Piechoty. Stacjonował w garnizonie Olsztyn.

## Struktura organizacyjna
Dowództwo i sztab
- pluton dowodzenia
- trzy baterie armat przeciwpancernych
  - dwa plutony ogniowe po 2 działony

Razem według etatu 2/79 w 1949: 164 żołnierzy i 12 armat 76 mm ZiS-3